# 特尔尼希
特尔尼希是德国莱茵兰-普法尔茨州其中的一个市镇。总面积为2.49平方公里，总人口大约180人，其中男性为96人，女性为84人（2011年12月31日），人口密度72人/平方公里。